# Platán
A platán (Platanus) a próteavirágúak (Proteales) rendjébe, ezen belül a platánfélék (Platanaceae) családjába tartozó egyetlen élő nemzetség.

## Előfordulásuk
A platánfajok eredeti előfordulási területe az amerikai szuperkontinensen, a kanadai Ontariótól délre, egészen Guatemaláig és nyugatra Kaliforniáig tart; csak az USA északnyugati negyedéből, illetve Nyugat-Kanadából hiányzik. Az óvilágban az elterjedésük Olaszországtól kezdődik és keletre haladva, egészen Pakisztánig tart. Vietnámban és Délkelet-Kínában is őshonos ez a növénynemzetség. A Föld számos vidékére betelepítette az ember.

## Rendszerezés
A nemzetségbe az alábbi 9 élő faj és 2 fosszilis faj tartozik:
- Platanus gentryi Nixon & J.M.Poole
- Platanus kerrii Gagnep.
- Platanus lindeniana M.Martens & Galeotti
- Platanus mexicana Moric.
- nyugati platán (Platanus occidentalis) L.
- keleti platán (Platanus orientalis) L. - típusfaj
- Platanus racemosa Nutt.
- Platanus rzedowskii Nixon & J.M.Poole
- Platanus wrightii S.Watson

- †Platanus condonii (Newberry) Knowlton 1901 - oligocén; Oregon, USA
- †Platanus exaspera Meyer & Manchester, 1997 - oligocén; Oregon, USA

A fenti fajok mellett, ez a hibrid is létezik: közönséges platán (Platanus × hispanica) Mill. ex Münchh.